# Mega Bomberman
Bomberman '94 (ボンバーマン'94 Bonbāman Nintī Fō?), i Europa känt som Mega Bomberman, är en förbättrad version av det gamla klassiska spelet Bomberman till NES. Spelet släpptes till PC Engine 1993 och till Sega Mega Drive 1994.